# MuseScore
MuseScore és un programa de notació musical per a Linux, Mac OS X i Microsoft Windows. Es tracta d'un editor WYSIWYG (el que veus és el que aconseguiràs), amb suport complet per reproduir partitures i importar o exportar MusicXML i fitxers MIDI estàndard. Té suport per notació de percussió, així com impressió directa des del programa. MuseScore és programari lliure publicat sota la llicència Pública General de GNU.
El programa té una interfície d'usuari neta, amb una ràpida entrada de notes en edició similar a l'ingrés ràpid de notes que tenen altres programes comercials de notació musical, com Finale i Sibelius.

## Funcionalitats
MuseScore pot importar i exportar molts formats musicals, incloent MIDI i MusicXML, així com importar arxius dels programes comercials d'arranjaments musicals Band-in-a-Box, Capella i Overture. Pot generar documents PDF, SVG o PNG, o alternativament, la música pot ser exportada a LilyPond per a realitzar arranjaments posteriors. La sortida d'àudio pot ser a WAV, Ogg o FLAC.

## Desenvolupament
MuseScore està basat en el codi de MusE, un seqüenciador midi per a Linux. El 2002, Werner Schweid decidí «treure les capacitats de notació musical del seqüenciat Muse i reescriure'l com un editor de notació autocontingut». La reescriptura està basada en la biblioteca Qt.